# Hôtel des étudiants
Pour plus de détails, voir Fiche technique et Distribution.
Hôtel des étudiants est un film français de Victor Tourjanski, sorti en 1932.

## Synopsis
À l'Université de la Sorbonne, à Paris, Odette, une jeune étudiante, est courtisée par deux étudiants sympathiques. Elle cède aux avances du plus charmeur, Jacques, et se retrouve enceinte. Maxime, qui n'avait rien obtenu d'elle, lui propose aussitôt de devenir son épouse, mais elle ne veut pas de lui. Jacques, lorsqu'il découvre la situation, décide finalement d'épouser Odette, à la grande déception de Maxime.

## Fiche technique
- Réalisation : Victor Tourjanski, assisté de Dimitri Dragomir
- Scénario : Henri Decoin
- Photographie : Georges Périnal, Louis Née et Jean Charpentier
- Décors : Nikitine
- Musique : René Sylviano, Serge Veber
- Son : Robert Bugnon
- Production : Capitole Films
- Pays d'origine :  France
- Format : Son mono - 35 mm - Noir et blanc - 1,37:1
- Genre : Comédie dramatique
- Durée : 91 minutes
- Date de sortie : France, 16 septembre 1932

## Distribution
- Lisette Lanvin : Odette
- Raymond Galle : Maxime
- Christian Casadesus : Jacques
- Yvonne Yma : Mme Sabatier
- Germaine Roger : une étudiante
- Sylvette Fillacier : Thérèse
- Henri Vilbert : Étienne
- Georges Adet
- Dimitri Dragomir : Tristan
- Robert Lepers : Imac

## Appréciation critique
« Hôtel des étudiants (1932) est aujourd'hui un témoignage précieux sur l'image symbolique de l'étudiant et de la jeunesse de 1932. À juste titre, on peut le considérer comme le film précurseur de plusieurs autres longs métrages, parmi lesquels Jeunesse (Georges Lacombe, 1934) et Abus de confiance (Henri Decoin, 1937), chroniques d'une certaine naïveté poétique sur la fin de l'adolescence et l'entrée dans le monde adulte. »

— Christian Gilles, Les Écrans nostalgiques du cinéma français : Tome II